# Chongming (Stadtbezirk)
Chongming (chinesisch 崇明區 / 崇明区, Pinyin Chóngmíng Qū) ist ein Stadtbezirk innerhalb der Regierungsunmittelbaren Stadt Shanghai. Er setzt sich zusammen aus der gleichnamigen Insel Chongming sowie den ihr südlich vorgelagerten Inseln Changxing und Hengsha und gilt als letztes relativ unberührtes Gebiet der Stadt Shanghai.
Der Stadtbezirk hat eine Fläche von 1.965 km² und 637.921 Einwohner (Stand: Zensus 2020). Die Bevölkerungsdichte beträgt 325 Einwohner/km².
Chongming existiert als Stadtbezirk seit Juli 2016, zuvor war Chongming der letzte Kreis der Stadt Shanghai.

Lage des Kreises Chongming in Shanghai

## Administrative Gliederung
Auf der Gemeindeebene setzt sich Chongming aus 16 Großgemeinden und zwei Gemeinden zusammen. Diese sind:
- Großgemeinde Chengqiao (城桥镇), Hauptort der Insel und Sitz der Kreisregierung;
- Großgemeinde Buzhen (堡镇镇);
- Großgemeinde Changxing (长兴镇), 88 km², 36.000 Einwohner, die Großgemeinde nimmt die gesamte Insel Changxing ein, die westliche der Chongming südlich vorgelagerten Inseln;
- Großgemeinde Chenjia (陈家镇);
- Großgemeinde Dongping (东平镇);
- Großgemeinde Gangxi (港西镇);
- Großgemeinde Gangyan (港沿镇);
- Großgemeinde Jianshe (建设镇);
- Großgemeinde Lühua (绿华镇);
- Großgemeinde Miao (庙镇);
- Großgemeinde Sanxing (三星镇);
- Großgemeinde Shuxin (竖新镇);
- Großgemeinde Xianghua (向化镇);
- Großgemeinde Xinhai (新海镇);
- Großgemeinde Xinhe (新河镇);
- Großgemeinde Zhongxing (中兴镇);
- Gemeinde Hengsha (横沙乡), 56 km², 33.000 Einwohner, die Gemeinde nimmt die gesamte Insel Hengsha ein, die östliche der Chongming südlich vorgelagerten Inseln;
- Gemeinde Xincun (新村乡).

## Ethnische Gliederung der Bevölkerung Chongmings
Beim Zensus im Jahr 2000 wurden 649.812 Einwohner gezählt (Bevölkerungsdichte: 624 Einwohner pro Quadratkilometer).
| Name des Volkes | Einwohner | Anteil  |
| --------------- | --------- | ------- |
| Han             | 649.259   | 99,91 % |
| Zhuang          | 154       | 0,02 %  |
| Hui             | 118       | 0,02 %  |
| Miao            | 49        | 0,01 %  |
| Yi              | 42        | 0,01 %  |
| Sonstige        | 190       | 0,03 %  |

## Bildergalerie

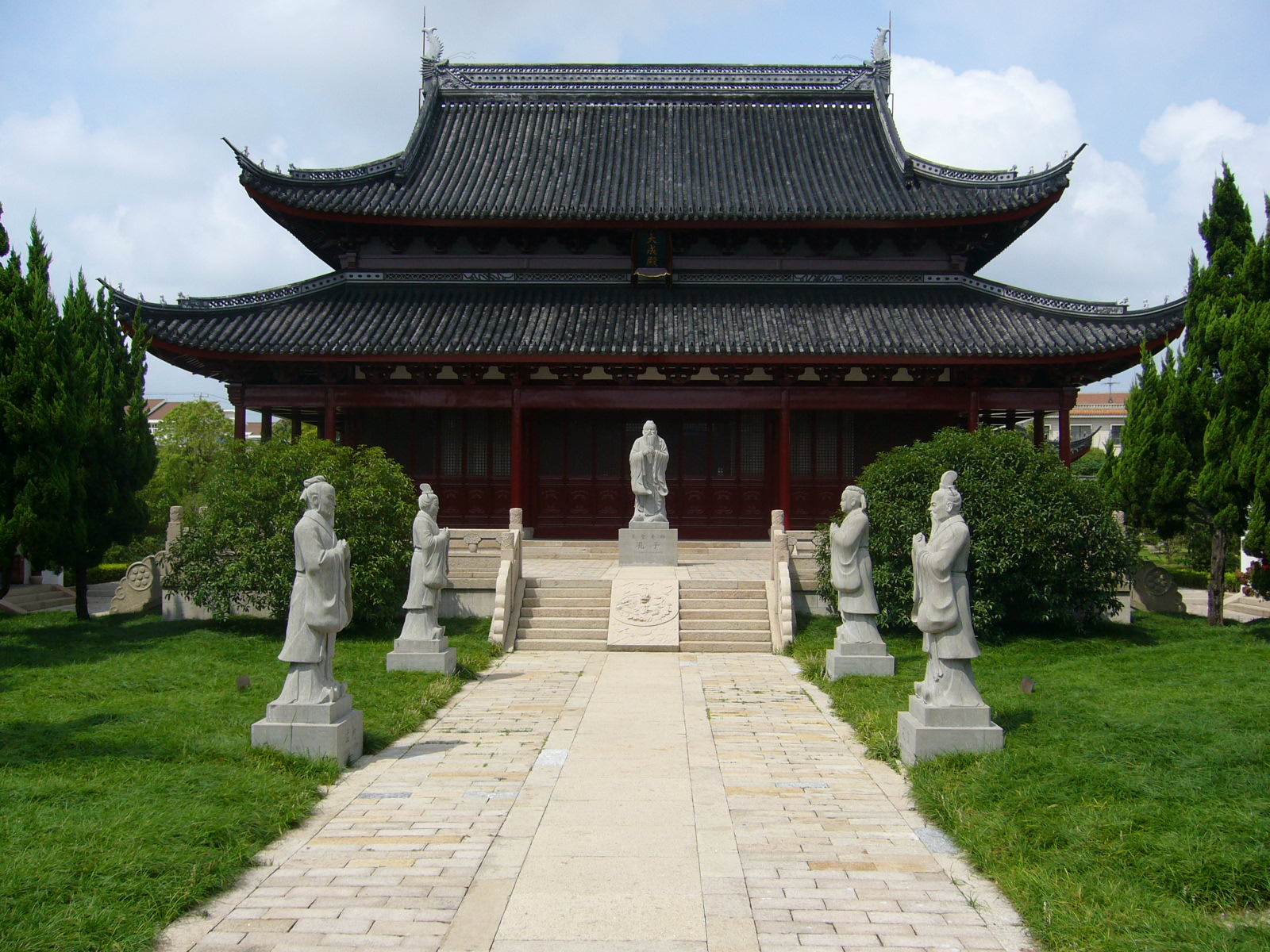
Konfuziustempel
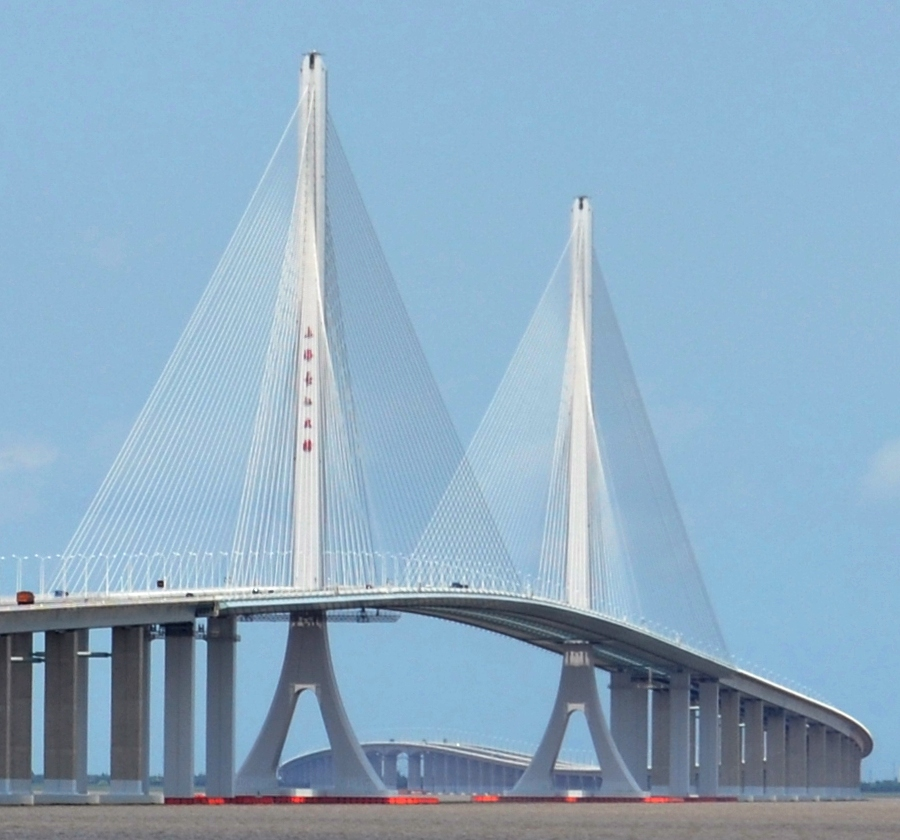
Brücke
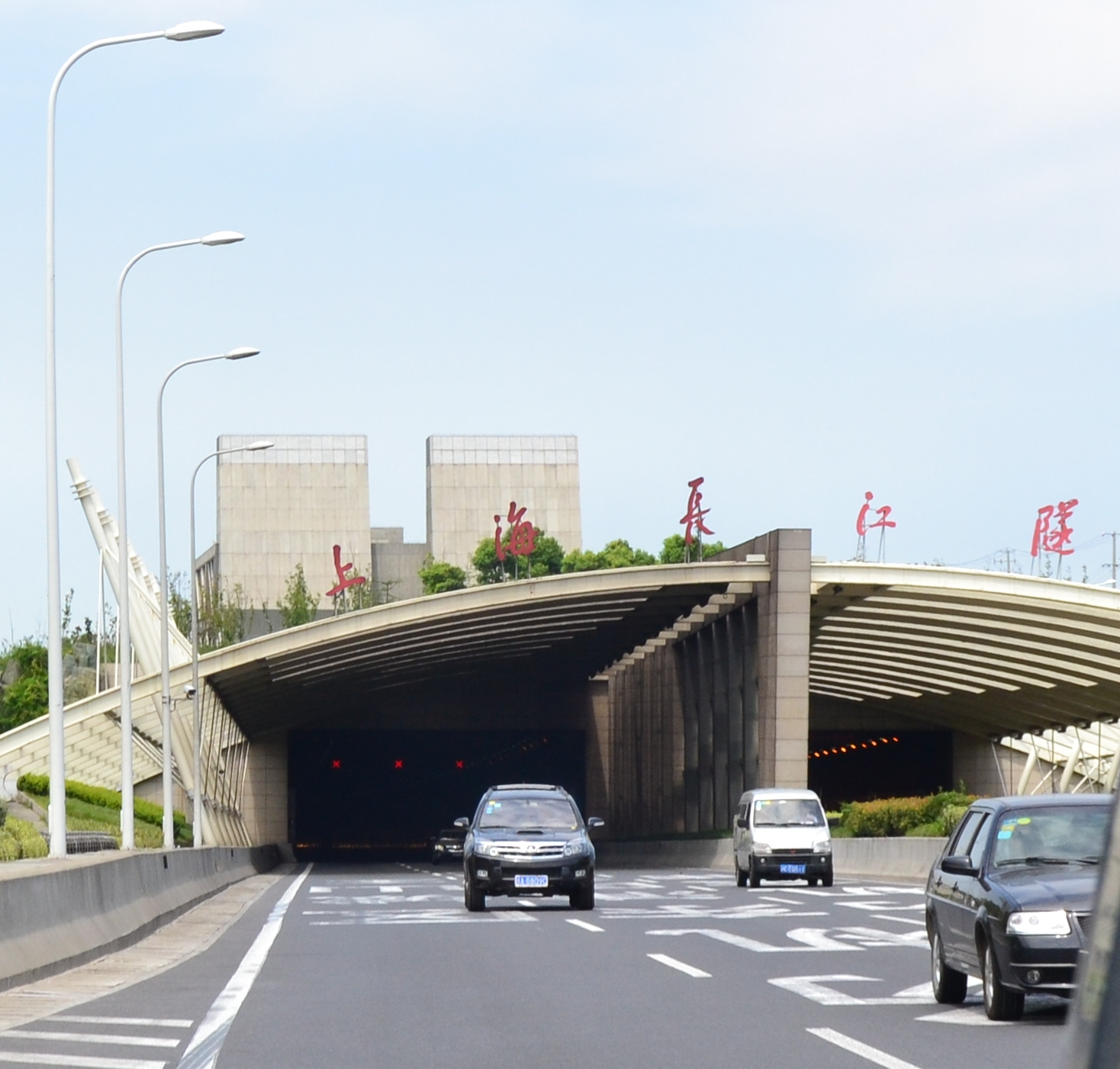
Tunnel
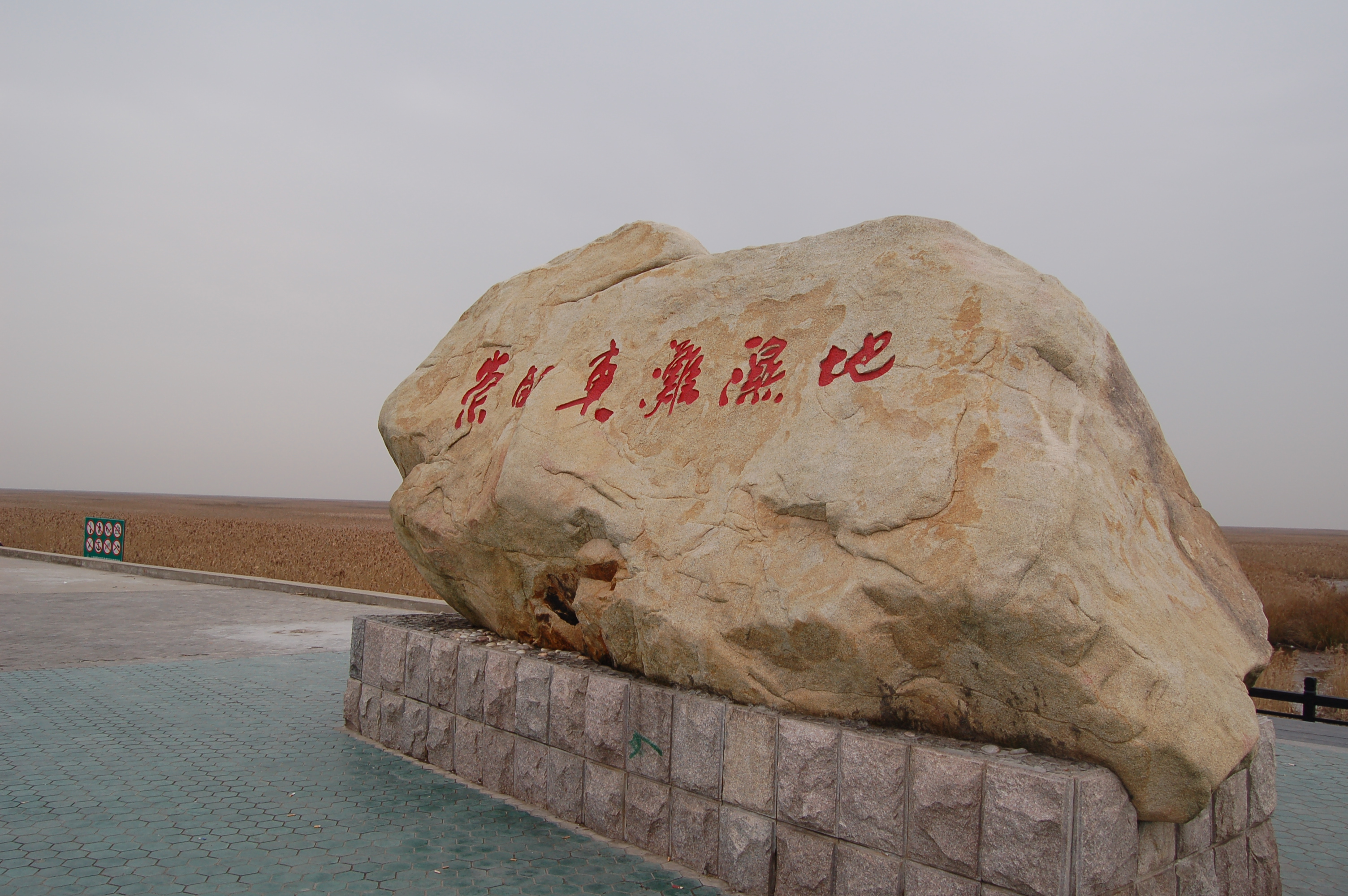
Dongtan
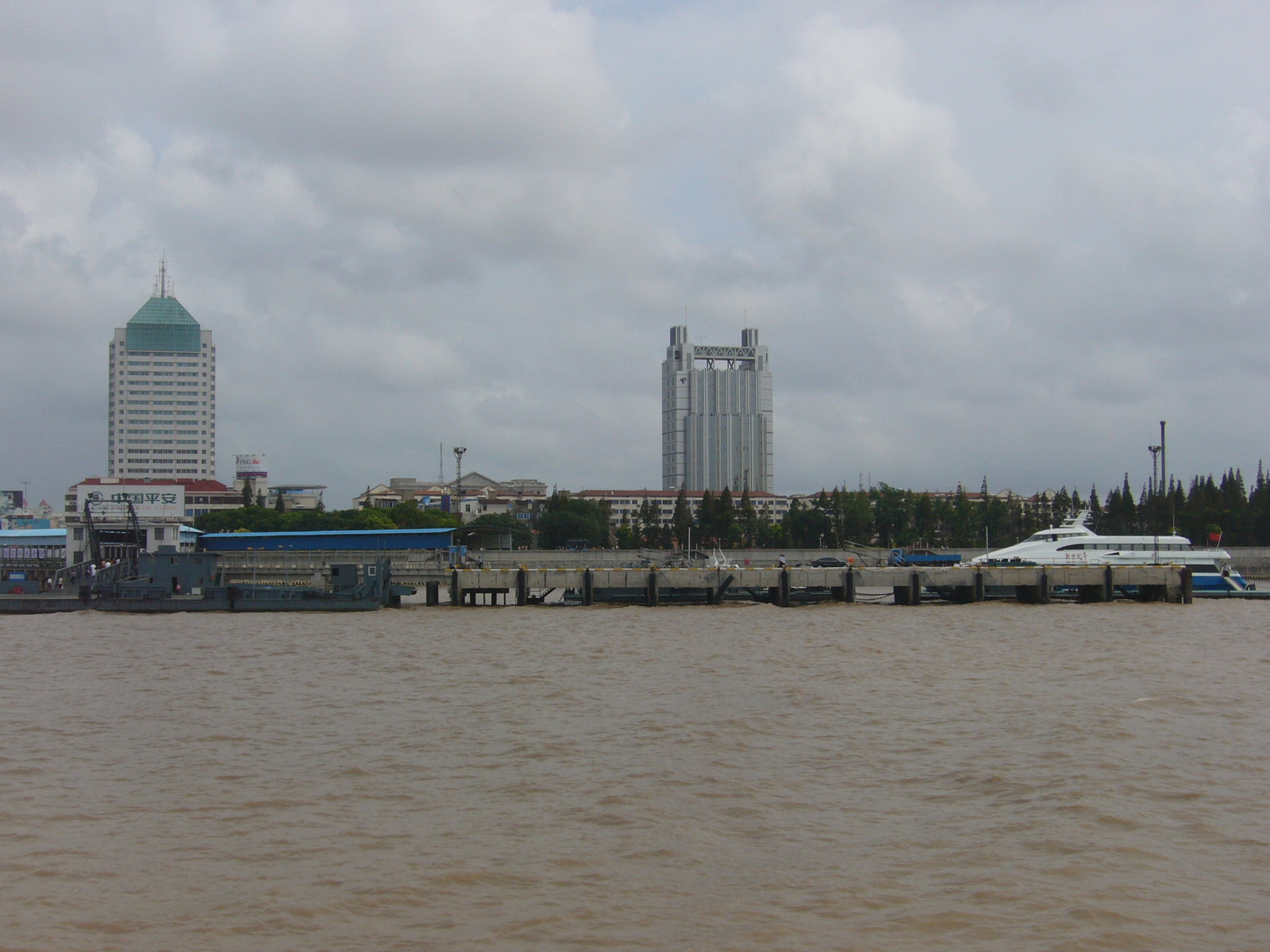
Nanmen
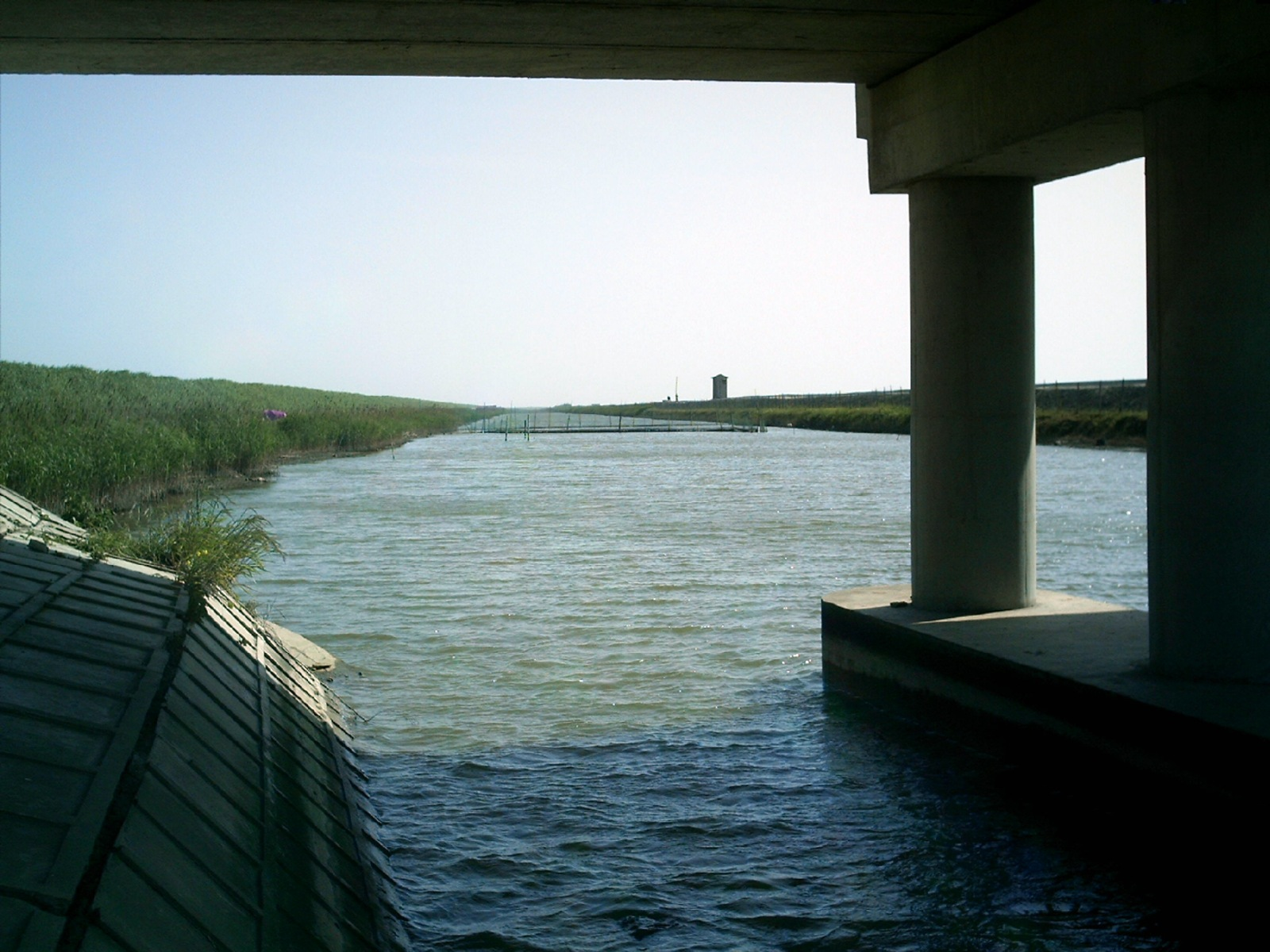
Fluss auf der Insel
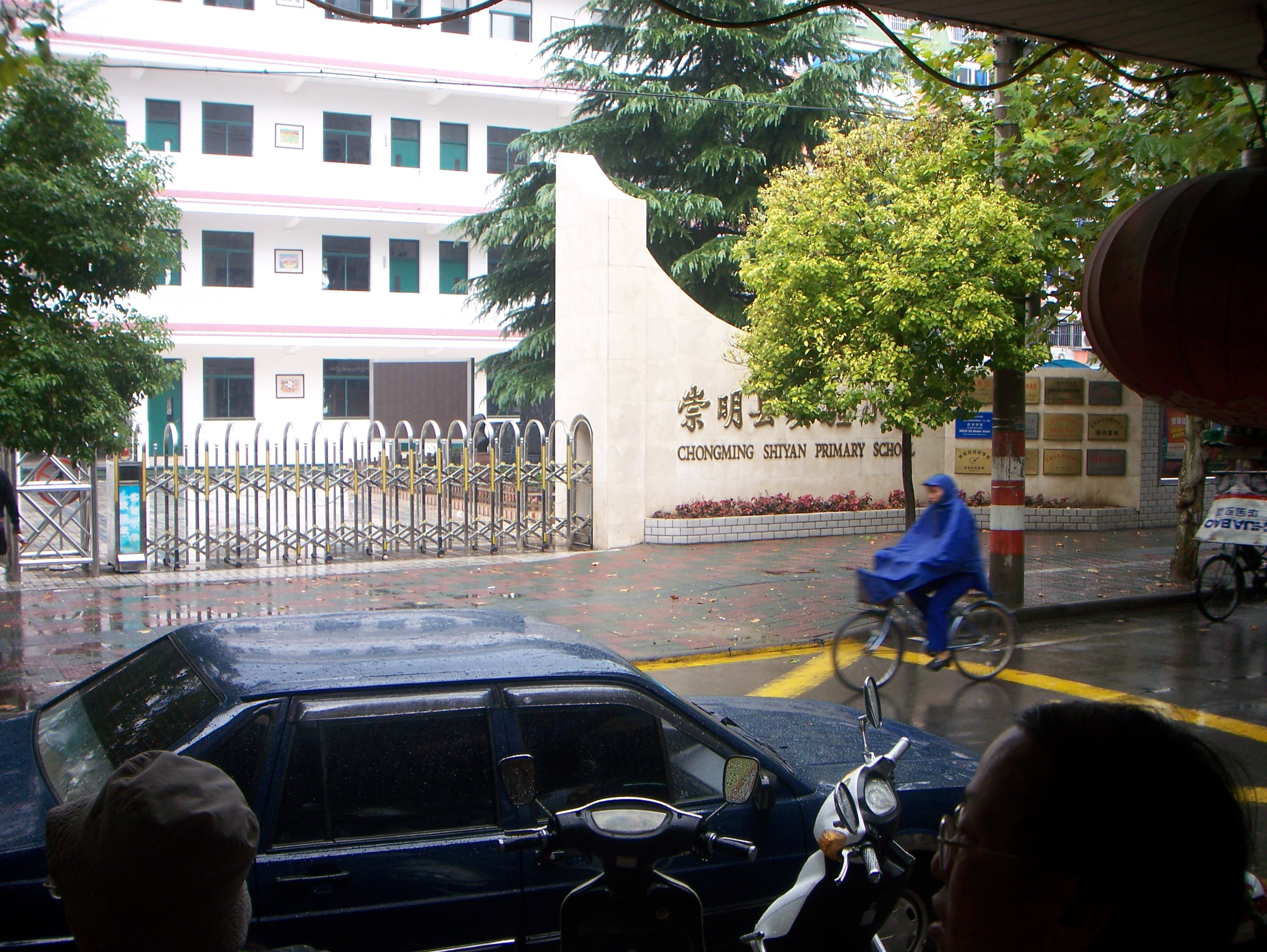
Straßenszene
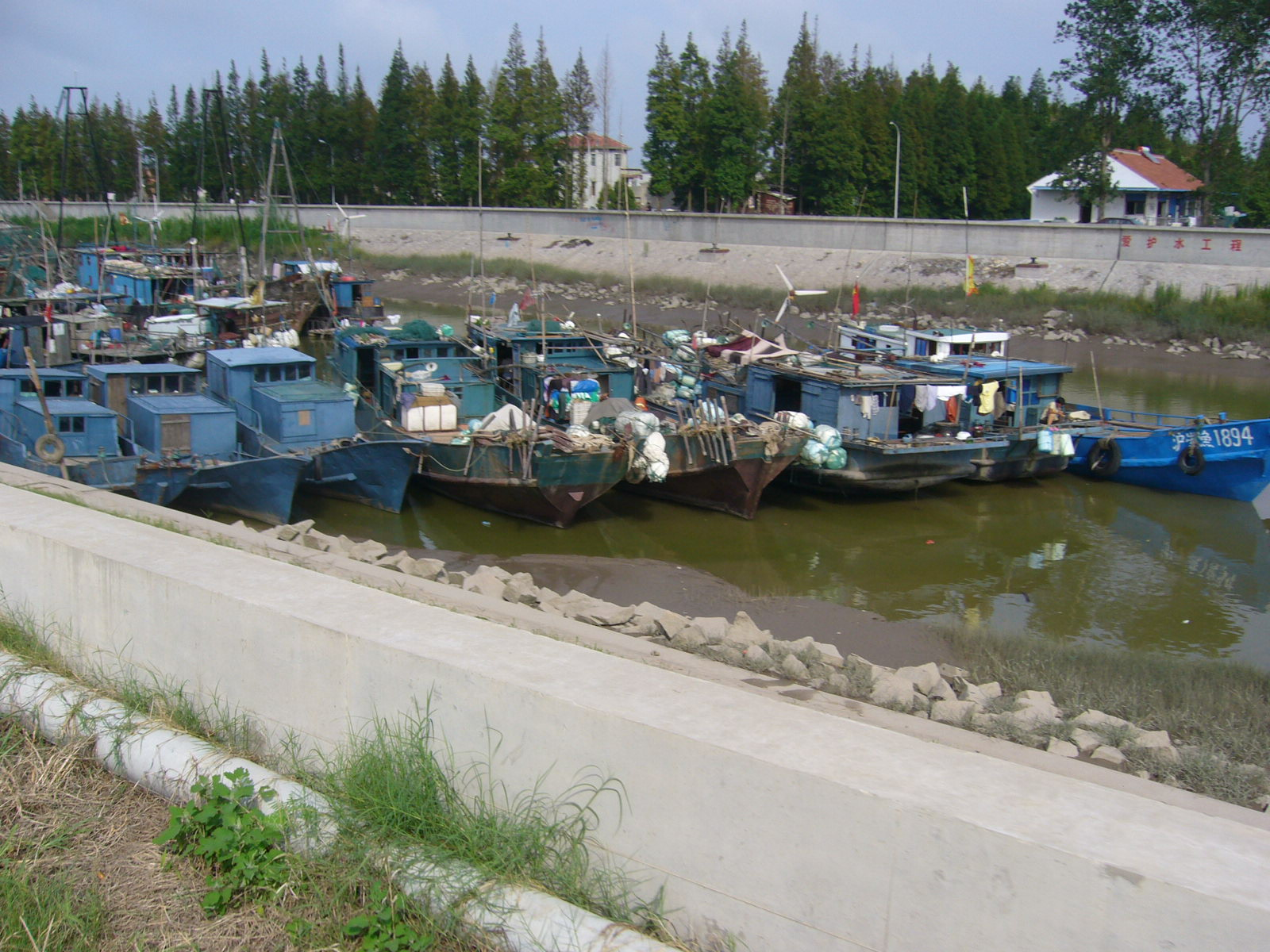
Boote

Siehe auch: Liste der Stadtbezirke von Shanghai